# Милица Мићић Димовска
Милица Мићић Димовска (Нови Сад, 1947 — Суботица, 5. октобар 2013) била је српска књижевница.

## Биографија
Дипломирала је Општу књижевност са теоријом књижевности на Филолошком факултету у Београду.
Радила је као преводилац, новинар и уредник у публикацијама “Весели свет”, “Еликсир” и “Невен” у оквиру НИШРО “Дневник”. У Издавачком предузећу Матице српске Милица Мићић-Димовска је била уредник, а затим главни уредник едиције “Прва књига”. Била је једна је од уредница Летописа Матице српске и једно време председница Друштва књижевника Војводине.
Књига Последњи заноси МСС је прича о животу Милице Стојадиновић Српкиње, трагичне фигуре нашег романтизма. За живота слављена, а потом брзо заборављена, песникиња је парадигма једног времена у коме су узвишени заноси врло брзо пали у блато животног прагматизма. Роман је поема о човековом паду и поразу у бурном времену.
Приче су јој превођене на енглески, мађарски, пољски, словачки, италијански и шведски језик. Заступљена је у неколико домаћих и страних антологија српске прозе.

## Награде и признања
- Награда „Карољ Сирмаи”, за збирку приповедака Познаници, 1981.[1]
- Андрићева награда, за збирку приповедака Одмрзавање, 1991.[1]
- Нолитова награда, за роман Последњи заноси МСС, 1996.[1]
- Награда „Бранко Ћопић”[1], за роман Последњи заноси МСС, 1996.
- Награда „Борисав Станковић”[1], за роман Последњи заноси МСС, 1997.
- Награда Друштва књижевника Војводине за књигу године, за збирку приповедака У процепу, 1999.

## Објављене књиге

### Збирке приповедака[1]
- Приче о жени (1972)
- Познаници (1980)
- Одмрзавање (1991)
- У процепу (1998)
- Заручнице (2003; избор из прозе)

### Романи[1]
- Утваре (1987)
- Последњи заноси МСС (1996)
- Мрена (2002)
- Уточиште (2005)

### Друго[1]
- Путописи (1999)

### Радови из теорије књижевности[1]
- Водич кроз књижевне изразе и појмове за ученике основних и средњих школа Од А до Ш, у коауторству са Стеваном Бељанским, 1987.